# Momokuri
Momokuri (ももくり?) è un manga seinen scritto e disegnato da Kurose, serializzato sul sito web Comico di NHN comico dal 10 gennaio 2014 al 29 dicembre 2016. Un adattamento ONA, prodotto da Satelight, è stato trasmesso sullo stesso sito web tra il 24 dicembre 2015 e il 4 febbraio 2016. Una trasmissione televisiva dell'anime è stata trasmessa su Tokyo MX tra il 1º luglio e il 23 settembre 2016.

## Personaggi
Shinya "Momo" Momotsuki (桃月心也?, Momotsuki Shinya)
Doppiato da: Nobuhiko Okamoto
Yuki Kurihara (栗原雪?, Kurihara Yuki)
Doppiata da: Ai Kakuma
Seiichiro Usami (宇佐美誠一郎?, Usami Seiichiro)
Doppiato da: Kenshō Ono
Norika Mizuyama (水山のりか?, Mizuyama Norika)
Doppiata da: Naomi Ōzora
Ikue Usami (宇佐美 育絵?, Usami Ikue)
Doppiata da: Reina Takeshita
Rio Sakaki (早柿 莉央?, Sakaki Rio)
Doppiata da: Rena Maeda
Yuzuki Shimada (島田柚姫?, Shimada Yuzuki)
Doppiata da: Sayaka Nakaya
Shōta Shizuka (閑翔太?, Shizuka Shōta)
Doppiato da: Takuma Nagatsuka
Ema Sawaguchi (沢口慧眞?, Sawaguchi Ema)
Doppiato da: Yasuaki Takumi
Rihito Sawaguchi (沢口理人?, Sawaguchi Rihito)
Doppiato da: Yoshitaka Yamaya

## Media

### Anime
L'adattamento ONA è stato diretto da Yoshimasa Hiraike, con le animazioni di Satelight, il character design di Miwa Oshima e le musiche di To-Mas Soundsight Fluorescent Forest (composto dai membri Masumi Itō, Mito e Yohei Matsui). Hiraike ha anche scritto i testi con Mariko Mochizuki e Tomoko Shinozuka. La sigla iniziale è stata eseguita da Ai Kakuma e Nobuhiko Okamoto, mentre la sigla finale è stata eseguita da Kentarou Tsubone. L'anime è andato in onda dal 24 dicembre 2015 fino al 4 febbraio 2016 sul sito web Comico. Una trasmissione televisiva dell'anime è andata in onda su Tokyo MX dal 1º luglio al 23 settembre 2016. Negli Stati Uniti i diritti sono stati acquistati da Sentai Filmworks.

#### Episodi
| Nº | Giapponese 「Kanji」 - Rōmaji                                          | In onda          | In onda |
| Nº | Giapponese 「Kanji」 - Rōmaji                                          | Giapponese       |         |
| 1  | 「告白…ももくんと栗原さん」 - Kokuhaku... Momo-kun to Kurihara-san     | 24 dicembre 2015 |         |
| 2  | 「衣替えの季節に」 - Koromogae no Kisetsu ni                           | 7 gennaio 2016   |         |
| 3  | 「はじめてのデート？！」 - Hajimete no deito?!                         | 4 febbraio 2016  |         |
| 4  | 「勉強会」 - Benkyōkai                                                 | 4 febbraio 2016  |         |
| 5  | 「莉央、私の守りたい桃月！！」 - Rio, Watashi no Mamoritai Momotsuki!! | 4 febbraio 2016  |         |
| 6  | 「ももコレ200枚☆」 - Momo kore 200-mai                                 | 4 febbraio 2016  |         |
| 7  | 「はじめてのキモチ…」 - Hajimete no Kimochi...                         | 4 febbraio 2016  |         |
| 8  | 「莉央と栗原、急接近！？」 - Rio to Kurihara, Kyūsekkin!?              | 4 febbraio 2016  |         |
| 9  | 「BBQ」                                                                | 4 febbraio 2016  |         |
| 10 | 「従兄妹と、水着と」 - Itoko to, Mizugi to                             | 4 febbraio 2016  |         |
| 11 | 「夏祭り♪」 - Natsumatsuri                                             | 4 febbraio 2016  |         |
| 12 | 「迷子にて」 - Maigo nite                                              | 4 febbraio 2016  |         |
| 13 | 「ももくんの憂鬱、風邪の日に」 - Momo-kun no Yūutsu, Kaze no Hi ni     | 4 febbraio 2016  |         |
| 14 | 「心也と雪」 - Shinya to Yuki                                          | 4 febbraio 2016  |         |
| 15 | 「ビーチボールパニック」 - bīchi bōru panikku                          | 4 febbraio 2016  |         |
| 16 | 「ぐるぐる栗原さん」 - Guruguru Kurihara-san                           | 4 febbraio 2016  |         |
| 17 | 「家庭の事情だす！」 - Katei no Jijou Dasu!                            | 4 febbraio 2016  |         |
| 18 | 「遊園地デート」 - Yūenchi deito                                       | 4 febbraio 2016  |         |
| 19 | 「合唱祭」 - Gasshousai                                                | 4 febbraio 2016  |         |
| 20 | 「お菓子の代わりに…」 - Okashi no Kawari ni...                         | 4 febbraio 2016  |         |
| 21 | 「HANAくま」 - Hana Kuma                                               | 4 febbraio 2016  |         |
| 22 | 「タルタルオムライスの秘密」 - taru taru omuraisu no Himitsu           | 4 febbraio 2016  |         |
| 23 | 「waku!waku!クリスマス」 - Waku! Waku! kurisumasu                      | 4 febbraio 2016  |         |
| 24 | 「風邪の日に-part２-」 - Kaze no Hi ni: pāto 2                         | 4 febbraio 2016  |         |
| 25 | 「温泉旅行」 - Onsen Ryokou                                            | 4 febbraio 2016  |         |
| 26 | 「ふたりのキモチ」 - Futari no Kimochi                                 | 4 febbraio 2016  |         |